# Rhodomicrobium
Rhodomicrobium è un genere di batteri appartenente alla famiglia delle Hyphomicrobiaceae. Sono batteri a forma di ovoide con un caratteristico ciclo di crescita vegetativa: le cellule infatti crescono preferibilmente fotoeterotropicamente in condizioni anaerobiche alla luce, ma crescono anche in condizioni microaerobiche o aerobiche al buio.